# Try Some, Buy Some
«Try Some, Buy Some» es una canción del músico británico George Harrison, publicada en su álbum de estudio Living in the Material World (1973). Harrison compuso la canción para la cantante Ronnie Spector, quien grabó una versión en 1971 publicada como sencillo por Apple Records. Dos años después, Harrison regrabó la canción, manteniendo los coros de la canción de Spector, para publicar una versión en su propio disco. A diferencia del resto del disco, la canción fue coproducida por Phil Spector e incluye elementos de la técnica del muro de sonido característica de su trabajo, con una abundante orquestación dirigida por John Barham. 

## Versiones
David Bowie publicó una versión de «Try Some, Buy Some» en su álbum Reality (2003), con una orquestación similar a la canción original. El músico interpretó ocasionalmente la canción durante su gira Reality Tour, y grabó una versión en directo el tema el 8 de septiembre de 2003 en los Riverside Studios de Hammersmith, Londres para publicar en una edición limitada del disco.

## Personal
- George Harrison: voz y guitarra acústica
- Leon Russell: piano
- Gary Wright: piano eléctrico
- Pete Ham: guitarra eléctrica
- Klaus Voormann: bajo
- Jim Gordon: batería
- John Barham: orquestación